# 圣依纳爵堂 (法兰克福)
圣依纳爵堂（Ignatiuskirche）是德国法兰克福的一座天主教教堂。该堂于1964年祝圣,是德国教会建筑师哥特佛伊德·波姆的作品。

## 位置
圣依纳爵堂位于法兰克福西区，靠近罗斯柴尔德公园。

## 历史
该堂创立于1930年，由耶稣会士管理，为本堂区圣堂。该堂在二战期间空袭中受损。1963年9月1日，由哥特佛伊德·波姆设计的新堂奠基。1963年11月19日，举行落成典礼，并于1964年10月17日祝圣。
2014年，天主教林堡教区将法兰克福内城区的本堂区进行合并，该堂成为圣巴尔多禄茂皇帝大教堂的分堂。

## 建筑和设备
教堂完全由混凝土建成，以帐篷的形式象征“在旷野中行进的上帝子民”。纤细的八角形塔楼，向外展开，形成三个不同比例的山墙。教堂设于建筑的二楼，圣坛的主题是“燃烧的荆棘”。
洗礼堂位于教堂下方，象征经过洗礼才进入教会。